# Dasylabris atrata
Dasylabris atrata is een vliesvleugelig insect uit de familie van de mierwespen (Mutillidae). De wetenschappelijke naam is gepubliceerd in 1767 door Linnaeus.